# Kanton Le Lude
Kanton Le Lude (fr. Canton de Le Lude) je francouzský kanton v departementu Sarthe v regionu Pays de la Loire. Tvoří ho devět obcí.

## Obce kantonu
- Chenu
- Dissé-sous-le-Lude
- La Bruère-sur-Loir
- La Chapelle-aux-Choux
- Le Lude
- Luché-Pringé
- Saint-Germain-d'Arcé
- Savigné-sous-le-Lude
- Thorée-les-Pins